# Мина Поповић
Мина Поповић (Краљево, 16. септембар 1994) је српска одбојкашица која игра на позицији средњег блокера. Члан је италијанског клуба Волеј Бергамо.

## Биографија
Са кадетском репрезентацијом освојила је бронзане медаље на Европском и Светском првенству 2011. Са јуниорском репрезентацијом дошла је до сребра на Европском првенству 2012. На сва три такмичења проглашена је за најбољег блокера. Са сениорском репрезентацијом освојила је бронзану медаљу на Европским играма 2015, затим сребро на Светском купу и бронзу на Европском првенству исте године.
На Олимпијским играма у Токију 2020, освојила је бронзану медаљу, а Србија је победила Јужну Кореју у борби за бронзу. На Европском првенству 2021. године чија је завршница одржана у Београду, освојила је сребрну медаљу.
Освојила је бронзану медаљу са Србијом у Лиги нација 2022. године, то је била прва медаља за српску женску одбојку у овом такмичењу. Била је део репрезентације Србије на Светском првенству 2022. године у Пољској и Холандији, на ком је са репрезентацијом изборила финале. У финалу је Србија победила Бразил максималним резултатом 3:0, и тако освојила златну медаљу.

## Успеси

### Репрезентативни
- Олимпијске игре: 3. место 2020.
- Светско првенство: Пољска/Холандија 2022. -  златна медаља
- Европско првенство: 3. место 2015, 1. место 2017.
- Лига нација : 3. место 2022. Анкара.
- Свјетски куп : 2. место 2015,
- Европске игре : 3. место 2015.

### Клупски
- Првенство Србије (2): 2012. и 2013.
- Куп Србије (3): 2012, 2013. и 2014.